# San Daniele del Friuli
San Daniele del Friuli (en frioulan : San Denêl) est une commune italienne de l'ancienne province d'Udine dans la région autonome du Frioul-Vénétie Julienne en Italie.
La ville historique est connue pour sa production de jambon San Daniele (prosciutto crudo DOP) et régionalement par sa « Aria di Festa » du mois de juillet. Elle compte au réseau des villes humanistes labellisées « Cittaslow ».

## Géographie
La ville se situe sur une colline à l'est du Tagliamento, au centre de la région historique de Frioul, à environ 25 kilomètres au nord-ouest d'Udine.

## Histoire

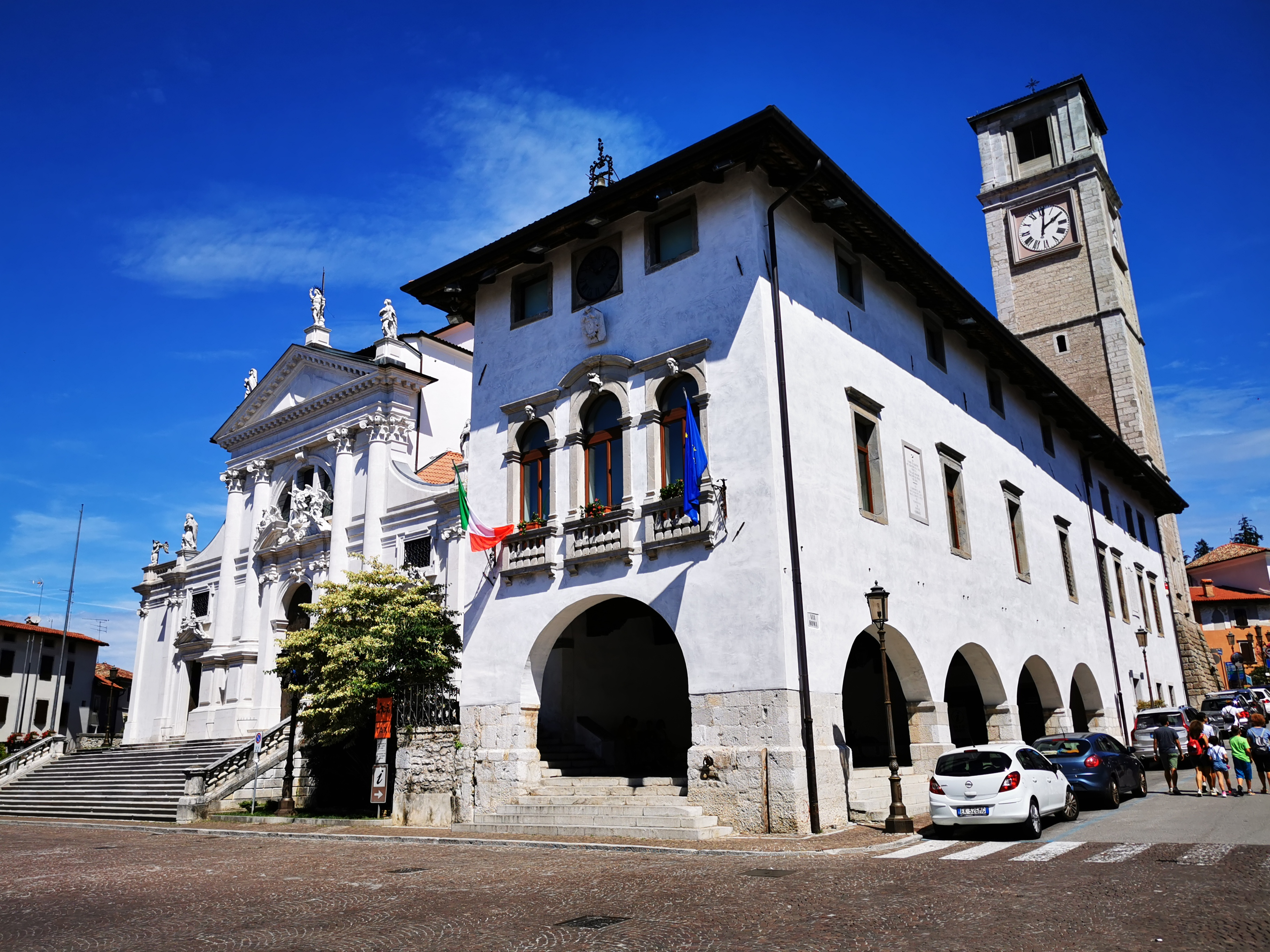
Le palais communal et le dôme St Michel Archange.

San Daniele partage la même histoire que le Frioul qui, au Moyen-Âge, faisait partie du patriarcat d'Aquilée (Patrie dal Friûl) et à partir d'environ 1420, du territoire de la république de Venise. En 1797, les domaines, par le traité de Campo-Formio, passent sous la souveraineté des Habsbourg. 
De 1806 à 1814, San Daniele appartenait au département de Passariano au sein du royaume d'Italie. Le 11 mai 1809, au cours de la guerre de la cinquième coalition, les forces de l'archiduc Jean-Baptiste d'Autriche et du vice-roi Eugène de Beauharnais s'y livrèrent bataille. En 1866, le territoire fut annexé par le nouveau royaume d'Italie. 
Après les destructions à la suite du séisme de 1976 dans le Frioul, le centre historique fut reconstruit.

## Administration
| Période                                  | Période  | Identité      | Étiquette     | Qualité |
| ---------------------------------------- | -------- | ------------- | ------------- | ------- |
| 2013                                     | 2018     | Paolo Menis   | Indépendant   |         |
| 2018                                     | En cours | Pietro Valent | Ligue du Nord |         |
| Les données manquantes sont à compléter. |          |               |               |         |

### Hameaux
Villanova, Cimano, Località Aonedis

### Communes limitrophes
Dignano, Forgaria nel Friuli, Majano, Osoppo, Pinzano al Tagliamento, Ragogna, Rive d'Arcano, Spilimbergo

## Personnalités liées à la commune
- Daniele Farlati (1690–1773), jésuite et historien ;
- Alex Buttazzoni (né en 1985), coureur cycliste ;
- Alessandro De Marchi (né en 1986) coureur cycliste, membre de l'équipe cycliste Israel Start-Up Nation ;
- Lodovica Comello (née en 1990), actrice, chanteuse, danseuse et compositrice.

## Jumelages
La commune de San Daniele est jumelée avec :
- Millstatt (Autriche) depuis 1993 ;
- Altkirch (France) depuis 1994 ;
- Hersbruck (Allemagne) depuis 2008.